# 马占民
马占民（1932年7月22日—2024年4月19日），河北深县护驾迟镇人，中国人民解放军将领、中国人民解放军中将。第六届、第七届全国人大代表，第九届全国政协委员。

## 生平
1942年五一大扫荡后，随父母和2位兄长到北平逃难谋生。
1947年辍学参加解放军，参加过清风店战役、石家庄、平津等战役。1949年10月1日，作为首长警卫员亲临天安门广场参加了开国大典。1950年4月26日入空军第六航校（校长安志敏）一期乙班学习，1950年7月—1951年1月参加飞行训练，共飞了292个起落，总计61小时16分钟。其中雅克-18是146个起落，飞行时间31小时47分；雅克—11是146次起落，飞行时间29小时29分。1951年1月毕业后到北京南苑机场，2月14日正式组建航空兵第14师，为该师首批飞行员，被直接任命为空14师第40团飞行第3大队中队长。开始改装米格9的飞行训练，先用雅克-17教练机带飞，飞了7—8个小时后开始飞米格9累计7个小时后，开始改装米格-15。由于没有米格—15教练机，用雅克—17代替。参加1951年10月1日天安门广场的国庆空中阅兵，是最后一个三机编队的长机。1951年10月10日，空14师奉命准备开赴前线参加抗美援朝战争。1951年11月16日，空14师师长王毓淮、政委谢继友率43名飞行员和40架米格-15由北京南苑机场起飞，经唐山机场和沈阳北陵机场转场到达大孤山机场，由空3师第9团带领参加轮战。1951年12月13日，空40团副团长刘英带队出动了18架飞机组成3个编队在博川西南上空突遭美空军50多架F86大肌群包抄突袭，马占民在第一编队负责保护带队副团长刘英，空战中向美机开炮，还指挥该中队飞行员胡春友击落1架美F-86飞机。此战该团副射击主任智学仕击落一架美机后牺牲，飞行员谢连海操纵错误进入螺旋后跳伞牺牲。副领航主任曾广富、飞行员石书芳、刘光泽、陈凤仁、桓树林、姜永丰6人被击落后跳伞安全落地。共被美军击落7架、击伤2架，另发生事故坠楼1架；美机被该团击落2架、击伤1架。马占民飞机被击伤，顽强驾机飞回机场，但高压液压油管、冷气管被打漏，降落时起落架放不下来，最后用大过载特技机动把起落架甩出来；有冷气着陆滑跑时无法刹车，用大仰角小速度接地，最后飞机冲出跑道停了下来，机身有21个弹孔。马占民此战以“在抗美援朝的战斗中大胆沉着机动灵活勇敢驱逐敌机保护长机安全胜利返航”立功。空军司令员刘亚楼专程从北京赶赴大孤山机场总结此战失利教训。此后，空军开始采用双机攻击双机掩护的空中战法，即“一域多层四四制”空战战术原则。此后，空14师多次出航未遇到空战，马占民的飞机修复费时短期内不能再飞，就暂时改用副师长赵沛章（后任师长、济南军区空军副参谋长）的飞机。
1953年空军选拔“一百单八将”组成两个飞行团，到驻旅大的苏联空军第三军接受昼间复杂气象和夜间复杂气象等四种气象的飞行能力培训，学期一年。五十年代是空军歼击机空中表演队五人小组成员，多次给外国来华访问的领导人进行空中表演，包括印度总理尼赫鲁、缅甸总理吴努、巴基斯坦总理乔杜里·穆罕默德·阿里等。1959年为印度尼西亚总统苏加诺访华时的8机护航。1962年2月12日，“护航表演大队”成立。
历任大队长、副团长、团长、师长等职，后调任空司军训部长。1978年随中国军方代表团前往英国伦敦参观航空展，到英国空军基地飞了一周的模拟机，然后驾驶鹞式战斗机升空。归国后在分管航空工业的副总理王震召集的会上向领导和专家们介绍鹞式飞机的有关情况。最终因英国报价鹞式单机555万英镑未进口。1978年秋天，空军在天津杨村机场举行了盛大的汇报表演，华国锋、邓小平、叶剑英等领导与会，马占民任总指挥员兼飞行指挥员。1980年任空军副参谋长。1982年11月至1987年1月任空军参谋长。是空军第一个会飞行的参谋长。
毕业于解放军军事学院。1988授空军少将，1990年晋升中国人民解放军中将军衔。1993年接替孙景华，担任兰州军区副司令员兼兰州军区空军司令员。1994年，接替林基贵担任北京军区副司令兼北京军区空军司令员。1996年由乔清晨接任。